# پل کراس (بازیکن فوتبال)
پل کراس (انگلیسی: Paul Cross؛ زادهٔ ۳۱ اکتبر ۱۹۶۵) بازیکن فوتبال اهل بریتانیا است.
از باشگاه‌هایی که در آن بازی کرده‌است می‌توان به باشگاه فوتبال بارنزلی، باشگاه فوتبال هارتل پول یونایتد، باشگاه فوتبال پرستون نورث اند، و باشگاه فوتبال دارلینگتون اشاره کرد.